# Vinterpalatset
För andra betydelser, se Vinterpalatset (olika betydelser).
Vinterpalatset (ryska: Зимний дворец, Zimnij dvorets) är en byggnad i Sankt Petersburg i Ryssland där de forna tsarerna residerade. Palatset känns igen på sin gröna fasad i barockstil.
Palatset ingår i dag i det komplex av byggnader som hyser konstmuseet Eremitaget, ett av världens främsta konstmuseer.
Sin nuvarande utformning fick det mellan 1754 och 1763 då det byggdes som vinterresidens för de ryska tsarerna. Arkitekt var Bartolomeo Rastrelli. Det användes som tsarfamiljens bostad i Sankt Petersburg mellan 1762 och 1881, och som representationslokaler fram till 1917. 
Efter februarirevolutionen 1917 tjänade det som högkvarter för den provisoriska ryska regeringen. Därefter stormades det av bolsjevikerna, vilket utgjorde början på oktoberrevolutionen. Det gjordes därefter till ett statligt museum. 

## Historia
Dagens vinterpalats är det fjärde vinterpalatset.

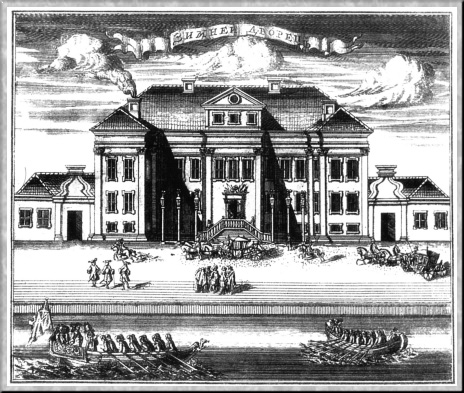
Det första vinterpalatset, ritat 1711 för Peter den store av Domenico Trezzini, som 16 år senare ritade det tredje vinterpalatset.

### Första vinterpalatset
Det ursprungliga byggdes 1711–1712 på uppdrag av Peter den store och låg strax intill det nuvarande. Byggnaden var en relativt anspråkslös tvåvåningsbyggnad.

### Andra vinterpalatset
1721 byggdes det andra vinterpalatset efter arkitekten Georg Johann Mattarnovis ritningar.

### Tredje vinterpalatset
År 1727 lät Peter den stores sonson Peter II expandera och bygga om Matternovipalatset bortom igenkännlighet. Matternovis hela palats ingick nu som en av två sidopaviljonger i det nya, enorma tredje vinterpalatset. År 1728 övergavs vinterpalatset, då hovet lämnade Sankt Petersburg för Moskva och palatset förlorade sin kungliga status.

### Fjärde vinterpalatset
År 1732 blev Sankt Petersburg åter huvudstad, och kejsarinnan Anna av Ryssland flyttade nu in i grannpalatset, Apraxinpalatset, som är det nuvarande fjärde Vinterpalatset. Kejsarinnan Anna lät arkitekten Rastrelli totalt bygga om, och inkorporera intilliggande byggnader i, det nya palatset. 
Kejsarinnan Elisabet föredrog att använda Sommarpalatset när hon vistades i huvudstaden. Det fjärde vinterpalatset blev mellan 1753 och 1759 totalt ombyggt av Rastrelli på order av Elisabet, och det var under denna tid det fick sitt nuvarande utseende och dimensioner. Palatset var mer eller mindre färdigbyggt år 1759. 
År 1762, efter den statskupp som förde henne till makten, visade sig Katarina den stora på en av palatsets balkonger med sin sjuåriga son och hyllades av stadens innevånare. Vinterpalatset användes regelbundet av Katarina den stora som residens för henne och hennes hov när hon var i huvudstaden. Katarina lät uppföra Eremitaget och inrätta dess konstsamlingar i palatset, och arbeten fortsatte fram till hennes död 1796. 

#### 1800-talet
Efter Katarina den storas död bodde Paul I, Alexander I och Nikolaus I med sina hov i palatset, som var tsarhovets officiella vinterbostad i huvudstaden. Vinterpalatset brann 1837. Det reparerades av Nikolaus I, som gav det dess nuvarande utseende.  
Den sista tsar som bodde i palatset med sitt hov var Alexander II, som regerade mellan 1855 och 1881. Han mördades i ett attentat 1881 och avled då i Vinterpalatset. 
Hans efterträdare Alexander III övergav palatset och bodde istället i Gattjina utanför staden, och föredrog  Anitjkovpalatset när han besökte huvudstaden. Vinterpalatset fortsatte dock rent formellt att vara tsarens officiella residens i huvudstaden, och tsarfamiljen besökte det för att hålla större officiella högtider och mottagningar där. Varje år hölls en stor officiell kejsarbal i Vinterpalatset, vilket var en av societetslivets höjdpunkter. År 1889 hölls till exempel den berömda "Svarta balen" i palatset.

#### Nikolaj II
Den siste tsaren Nikolaus II höll år 1894 sitt bröllop med Alexandra av Hessen i palatset. Därefter bosatte sig tsarparet i Alexanderpalatset i Tsarskoje Selo. Tsarparet tyckte inte om sällskapsliv och den sista kejsarbalen i Vinterpalatset hölls år 1903. Därefter stod palatset oftast tomt, även om en del av det fortfarande hyste tjänstebostäder och kontor för en del hovpersonal som administrerade byggnaden. Bland allmänheten betraktades dock fortsatt palatset som tsarens hem, och det fanns en föreställning bland många om att tsarfamiljen bodde där. 
Tre berömda händelser ägde rum i palatset i början av 1900-talet. År 1905 ägde blodiga söndagen rum utanför palatset. 
År 1906 hölls invigningsceremonin för den första Riksduman i Vinterpalatset. Under firandet av dynastin Romanovs jubileum 1913 ställdes den tilltänkta kejsarbalen i Vinterpalatset in, men två mindre mottagningar hölls i palatset. Under första världskriget inrättades, i oktober 1915, ett militärsjukhus i en del av byggnaden.

#### Ryska revolutionen
Efter ryska revolutionen i februari 1917 inrättade sig Rysslands provisoriska regering i några utrymmen i det nordvästra hörnet av byggnaden. Militärsjukhuset fanns då fortfarande kvar i en annan del av byggnaden. Den 25 oktober 1917 belägrades regeringen i palatset av bolsjevikerna. Regeringen försvarades av ett antal kosacker, kadetter och ett regemente ur Kvinnobataljonerna. När kanonerna från Peter-Paulfästningen tvingades regeringen uppge motståndet. Palatset utsattes då för en kraftig vandalisering. 
Den 30 oktober 1917 förklarades palatset vara ett statlig museum. 

## Galleri

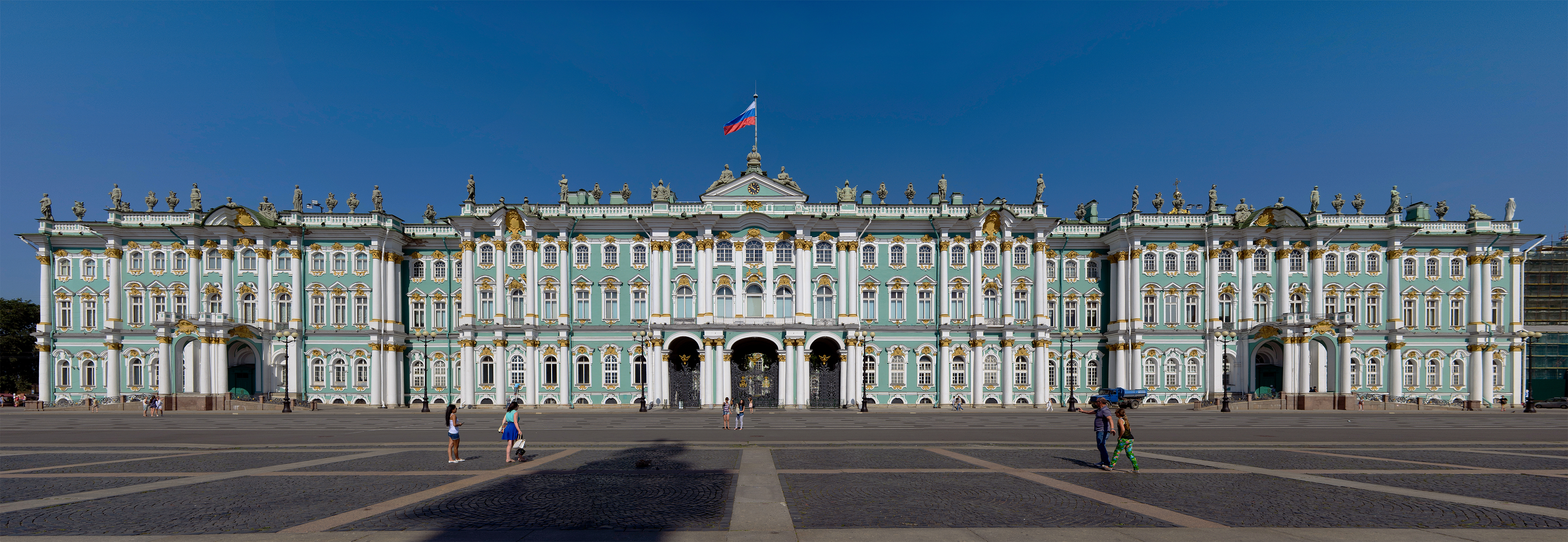
Vinterpalatset huvudfasad.